# Matěj Anastasia Šimáček
Matěj Anastasia Šimáček, (5. února 1860 Praha – 12. února 1913 Praha) vystupující také pod pseudonymem Martin Havel, byl český úředník, novinář a spisovatel.

## Život
Narodil se v Praze, matka mu zemřela po narození, otec mu zemřel když mu byly čtyři roky; vychovávala ho babička a teta. Nejdříve absolvoval českou reálku a na technice vystudoval chemii. V letech 1881–1884 pracoval jako technický úředník a chemik v několika cukrovarech, nejdéle v Dymokurech. Když se vrátil do Prahy, ujal se z pověření svého strýce, nakladatele Františka Šimáčka, redakce Světozoru (1884–1899, tj. do jeho zániku), Zvonu (1900–1913, tj. do své smrti), a od roku 1903 byl divadelním referentem v Národní politice. Psal i do časopisu Květy.
Dne 4. května 1886 se v Hoříně oženil s Marií Trojanovou (1864–1903), dcerou rolníka z Brozánek. Manželé Šimáčkovi měli dvě děti. Dcera Milada (1887–??) se provdala za nakladatele Bohuslava Šimáčka (1866–??), její syn byl spisovatel Radovan Šimáček. Syn Matěje Anastasia Šimáčka Vladimír Šimáček byl hercem.
Po smrti první manželky se v roce 1906 oženil s vdovou Augustinou Polívkovou, rozenou Borysławskou (1861–??). Je pohřben na pražských Olšanech. Někdy je jeho jméno psáno Matěj Anastazia Šimáček nebo Matěj Anastásia Šimáček. Druhé křestní jméno měl po matce Anastasii Šimáčkové, rozené Prettnerové.

## Dílo
Svoji literární dráhu započal básněmi a povídkami. Čerpal z jemu známého prostředí, cukrovarů. Pak začal psát i romány, rozebíral prostředí pražských měšťanských kruhů, jeho romány patří do společensko-psychologických prací. V dramatické tvorbě patřil mezi průkopníky realismu na divadle, včetně zakomponování poznatků ze zmíněného cukrovaru. Výjevy bídy a utrpení nemocných dělníků byly na scéně velice nezvyklé. Nicméně hlavní jeho pozornost patřila novinám a časopisům. V letech 1907–1912 byly vydány Sebrané spisy Šimáčkovy o dvaceti svazcích.

### Próza a poezie
- Z kroniky chudých (1884), lyrická prvotina
- Z opuštěných míst (1887), z cukrovaru
- U řezaček (1888), také z cukrovaru
- V bludišti lásky (1889), veršovaná povídka
- Bratři (1899), první román
- Otec (1891), druhý román
- Štěstí (1891)
- Ze zápisků phil.studenta Filipa Kořínka (1892–1896), pětisvazkové dílo pod pseudonymem Martin Havel
- Dvojí láska (1894), třetí román
- Duše továrny (1894), sociální román z prostředí cukrovaru
- Na záletech (1896), intimní a sociální básně
- První služka (1898), povídka
- V novém domě (1899), povídka
- Světla minulosti (1901), román
- Lačná srdce (1904), psychologický román
- Chci žít (1908), román
- Hrobu a životu (1908)
- Maxinkův strýc herec (1910).[8]

### Divadelní tvorba
- Bez boje (1887), činohra
- Svět malých lidí (1890), uvedlo Národní divadlo
- Jiný vzduch (1894), roku 1939 zfilmováno
- Pomluva (1896), veselohra
- Poslední scéna (1907)
- Ztraceni (1912), tragédie

### Online dostupné
- ŠIMÁČEK, Matěj Anastasia. Vzpomínky literární, divadelní a jiné. Praha: Unie, 1911. Dostupné online.

### Diplomové práce o Šimáčkovi
- Matěj Anastázia Šimáček: Vybraná díla
- Realistický spisovatel Matěj Anastazia Šimáček